# Macrobiotus furciger
Macrobiotus furciger är en djurart som tillhör fylumet trögkrypare, och som beskrevs av Murray 1907. Macrobiotus furciger ingår i släktet Macrobiotus och familjen Macrobiotidae. Inga underarter finns listade i Catalogue of Life.